# Grymov
Grymov (in tedesco Grimstal) è un comune della Repubblica Ceca facente parte del distretto di Přerov, nella regione di Olomouc.